# ダヴィデの勝利
『ダヴィデの勝利』(ダヴィデのしょうり、西: El triunfo de David、英: The Triumph of David）は、17世紀フランスの巨匠ニコラ・プッサンが1630年ごろ、キャンバス上に油彩で制作した絵画。

## 解説
『旧約聖書』中の『サムエル記上』 (17章12-58) に記述されるダヴィデのゴリアテに対する勝利を主題としており、プッサンの傑作の1つと見なされている。作品は、18世紀にイタリアの画家カルロ・マラッタの遺産相続者からスペイン王室のコレクションに入り、現在、マドリードのプラド美術館に所蔵されている。

## 作品
若き羊飼いのダヴィデは竪琴の名手であるだけでなく、勇敢な戦士でもあった。ある時、ダヴィデはペリシテ人との戦いで身の丈3メートルもある大男のゴリアテを投石の一撃だけで即死させ、彼の首を切り落とした。ダヴィデは人々の称賛を浴び、やがて優れた軍事指導者、そしてイスラエルの王となる。
プッサンは、『パルナッソス』 (プラド美術館、マドリード) など数少ない人文主義的な絵画をことごとく1620年代から1630年代の初めの短期間に描いた。そのうちの1点である本作は『旧約聖書』のダヴィデをゴリアテと戦う姿ではなく、まるで神話の英雄のように扱い、ダヴィデに異教的な性格を与えている。ここに表わされているのは画家の創作による、神話と聖書の物語を融合した情景で、数多くのダヴィデを描いた絵画の中でも独特なものとなっている。
ダヴィデは右手に大きな剣を、左手にはゴリアテの盾を持ち、武具の上に置かれたゴリアテの首を考え込んだ表情で見つめている。彼は、自身がなした行動とそれが招く結果を思ってか、不安そうな表情である。ゴリアテの頭部にはダヴィデの投石器で受けた傷が残っているが、ゴリアテが身に着けていた武具はペリシテ人のものというより、むしろ古代ローマ兵のもののように見える。また、翼のある勝利の女神ヴィクトリアの存在や、彼女がダヴィデに授けている月桂樹の冠なども同様に古典文化のものである。加えて、2人のプットがダヴィデの竪琴と戯れ、もう1人は彼が将来イスラエルの王になることを予見する黄金の冠をヴィクトーリアに捧げている。人物群の背後には、古代風建築がグレーを基調とした色彩で優雅に表されている。